# 1-й Волоколамский путепровод
1-й Волокола́мский путепрово́д — автомобильно-пешеходный путепровод в Москве на Волоколамском шоссе. Проходит над железнодорожными путями Малого кольца Московской железной дороги.
Название получил по Волоколамскому шоссе.

## История
Путепровод Волоколамского шоссе над путями Окружной железой дороги был сооружён одновременно с её строительством в 1907 году. Этот путепровод располагался перпендикулярно железной дороге, а не по оси Волоколамского шоссе. Ширина путепровода составляла 10,73 м. В 1920-х годах по нему был пущен трамвай.
В связи большой с интенсивностью движения, в конце 1930-х годов было решено построить новый путепровод по оси Волоколамского шоссе. Его сооружение было завершено в 1943 году по проекту инженера Н. И. Ермолина. Старый путепровод не сносился, и на нём осталась только трамвайная линия. Новый путепровод имел ширину проезжей части 12 м и ширину тротуаров — по 2,25 м. Его проезжая часть была замощена асфальтовыми кирпичами. Под тротуарами были отведены ячейки для пропуска трубопроводов и кабелей. По бокам путепровода при въезде со стороны центра были установлены два обелиска (архитекторы З. М. Розенфельд и В. С. Андреев). Их верхняя часть была облицована светло-серым кованым, нижняя — полированным гранитом. В средней части обелисков на фасадной стороне размещались чугунные барельефы. К каждой из четырёх граней обелисков крепились чугунные литые кронштейны для фонарей. Бетонные парапеты обелисков были отделаны под гранитные камни.
В 1968 году путепровод был реконструирован (инженер О. В. Сосонко, архитектор К. П. Савельев). При этом обелиски были демонтированы.
В 2015 году была начата реконструкция путепровода в связи с организацией пассажирского движения на Малом кольце МЖД. В ходе неё были полностью заменены конструкции, а высота путепровода была увеличена. Реконструированный путепровод был открыт 8 сентября 2016 года.